# Теллурид иридия(IV)
Теллурид иридия(IV) — бинарное неорганическое соединение
иридия и теллура с формулой IrTe2,
тёмно-серые кристаллы,
не растворяется в воде.

## Получение
- Восстановление водородом теллурида иридия(VI):

{\displaystyle {\mathsf {IrTe_{3}+H_{2}\ {\xrightarrow {600^{o}C}}\ IrTe_{2}+H_{2}Te}}}

## Физические свойства
Теллурид иридия(IV) образует тёмно-серые кристаллы,
гексагональной сингонии,
пространственная группа P 3m1,
параметры ячейки a = 0,39322 нм, c = 0,53970 нм, Z = 1.
При температуре 285 К происходит переход в фазу триклинной сингонии
пространственная группа P 1,
параметры ячейки a = 1,9063 нм, b = 0,39545 нм, c = 2,7089 нм, α = 88,74°, β = 90,49°, γ = 118,99°.
При температуре 240-265 К происходит фазовый переход в моноклинную фазу пространственная группа C 2/m.
Не растворяется в воде и кислотах.